# جاك روبنسون (لاعب كرة قاعدة أمريكي)
جاك روبنسون (بالإنجليزية: Jack Robinson) هو لاعب كرة قاعدة أمريكي، ولد في 20 فبراير 1921 في أورانج ‏ في الولايات المتحدة، وتوفي في 2 مارس 2000 في أورموند بيتش في الولايات المتحدة.